# Trifolium dalmaticum
Trifolium dalmaticum är en ärtväxtart som beskrevs av Roberto de Visiani. Trifolium dalmaticum ingår i släktet klövrar, och familjen ärtväxter. Inga underarter finns listade i Catalogue of Life.